# Зли мирно спавају
Зли мирно спавају је јапански филм снимљен 1960. у режији Акире Куросаве. Главне улоге тумаче Тоширо Мифуне, Масајуки Мори и Кјоко Кагава.

## Улоге
| Глумац        | Улога         |
| ------------- | ------------- |
| Тоширо Мифуне | Коичи Ниши    |
| Масајуки Мори | Ивабучи       |
| Кјоко Кагава  | Кеико Ниши    |
| Тацуја Михаши | Тацуо Ивабучи |
| Такаши Шимура | Моријама      |